# Prosopocera demelti
Prosopocera demelti es una especie de escarabajo longicornio del género Prosopocera, categorizada en la tribu Prosopocerini, de la subfamilia Lamiinae. Fue descrita por Breuning en 1983.

## Descripción
Mide 16 mm de longitud.

## Distribución
Se distribuye por Kenia.